# فرودگاه ناخون راتچاسیما
فرودگاه ناخون راتچاسیما (به انگلیسی: Nakhon Ratchasima Airport) یک فرودگاه همگانی با کد یاتا NAK است که یک باند فرود آسفالت دارد و طول باند آن ۲۱۰۰ متر است. این فرودگاه در کشور تایلند قرار دارد و در ارتفاع ۲۳۳ متری از سطح دریا واقع شده‌است.